# Опперсхаузен
Опперсхаузен (нем. Oppershausen) — община в Германии, в земле Тюрингия. 
Входит в состав района Унструт-Хайних. Подчиняется управлению Фогтай.  Население составляет 326 человек (на 31 декабря 2010 года). Занимает площадь 8,58 км².